# 横倉駅 (長野県)
横倉駅（よこくらえき）は、長野県下水内郡栄村大字北信にある、東日本旅客鉄道（JR東日本）飯山線の駅である。

## 歴史
私鉄の飯山鉄道がこの区間を1925年（大正14年）11月19日に開業した際に合わせて開設された。その後飯山鉄道の国有化により、1944年（昭和19年）6月1日に国鉄の駅となった。
1982年（昭和57年）に国鉄が駅を無人化する方針を打ちだし、村が地元の人間を委託して駅長とした。その後この駅長が駅周辺に花壇を造り花を育てて、「花の駅」として知られるようになった。しかし、2011年（平成23年）3月12日の長野県北部地震により駅舎が傾き、花壇が復旧工事の資材置き場に使われるなどしたことから一旦は花畑がなくなり、駅舎復旧後に再度の花畑の育成の取り組みが行われている。
もともと駅舎には2011年（平成23年）秋ごろをめどとして建て替えの予定があったが、長野県北部地震により傾き危険度判定で「危険」の認定を受けたことから建て替えが前倒しされ、同年8月22日に新駅舎の落成式が行われた。

### 年表
- 1925年（大正14年）11月19日：飯山鉄道の駅として開業[1][3]。
- 1944年（昭和19年）6月1日：買収により、運輸通信省（のちの日本国有鉄道）飯山線の駅となる[3]。
- 1967年（昭和42年）4月1日：業務委託駅となる[6]。
- 1970年（昭和45年）12月21日：貨物の営業を廃止し、旅客駅となる[3][7]。
- 1982年（昭和57年）11月1日：荷物の扱いを廃止[8]。駅員無配置駅となり[9]、簡易委託化[7][10]。
- 1987年（昭和62年）4月1日：国鉄分割民営化により、東日本旅客鉄道の駅となる[3]。
- 2011年（平成23年）
  - 3月12日：長野県北部地震が発生し、駅舎が大きな被害を受ける[2] 。駅舎は倒壊の恐れがあるため取り壊され、暫定的にプレハブ造りの仮駅舎で営業を再開[2] 。
  - 8月22日：新駅舎の落成式を挙行[5]。

## 駅構造
長野方面に向かって右側に設置された単式ホーム1面1線を持つ地上駅である。かつては島式ホーム1面2線であった。かつては開業以来の木造駅舎が使用されていたが、長野県北部地震により倒壊し、その後2011年（平成23年）8月22日に木造平屋建ての新駅舎が落成した。周囲の景観になじむ古民家風の建屋とされている。
飯山駅管理の簡易委託駅で、近隣の理髪店に切符販売が委託されている。

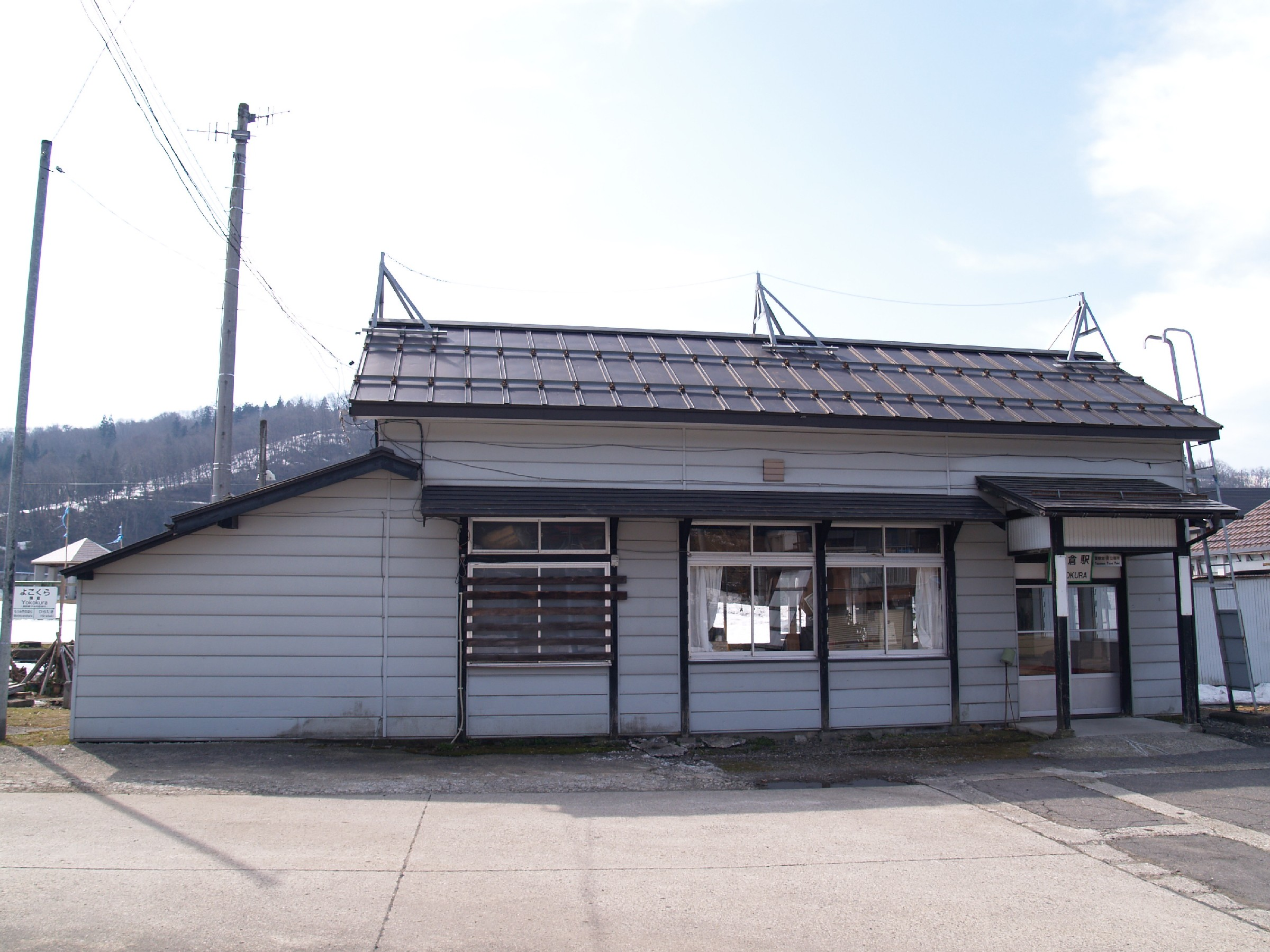
旧駅舎（2010年4月）
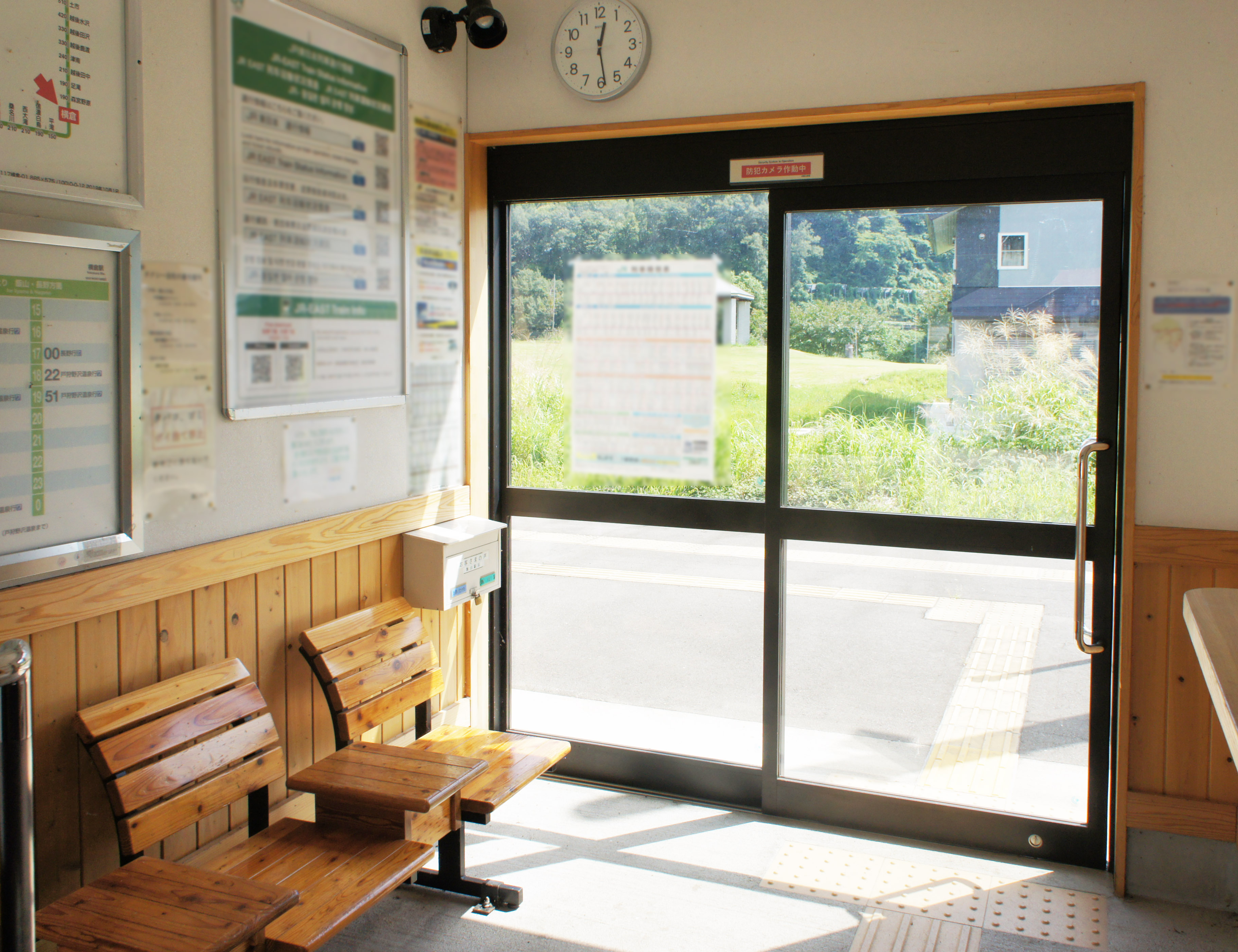
待合室（2021年9月）
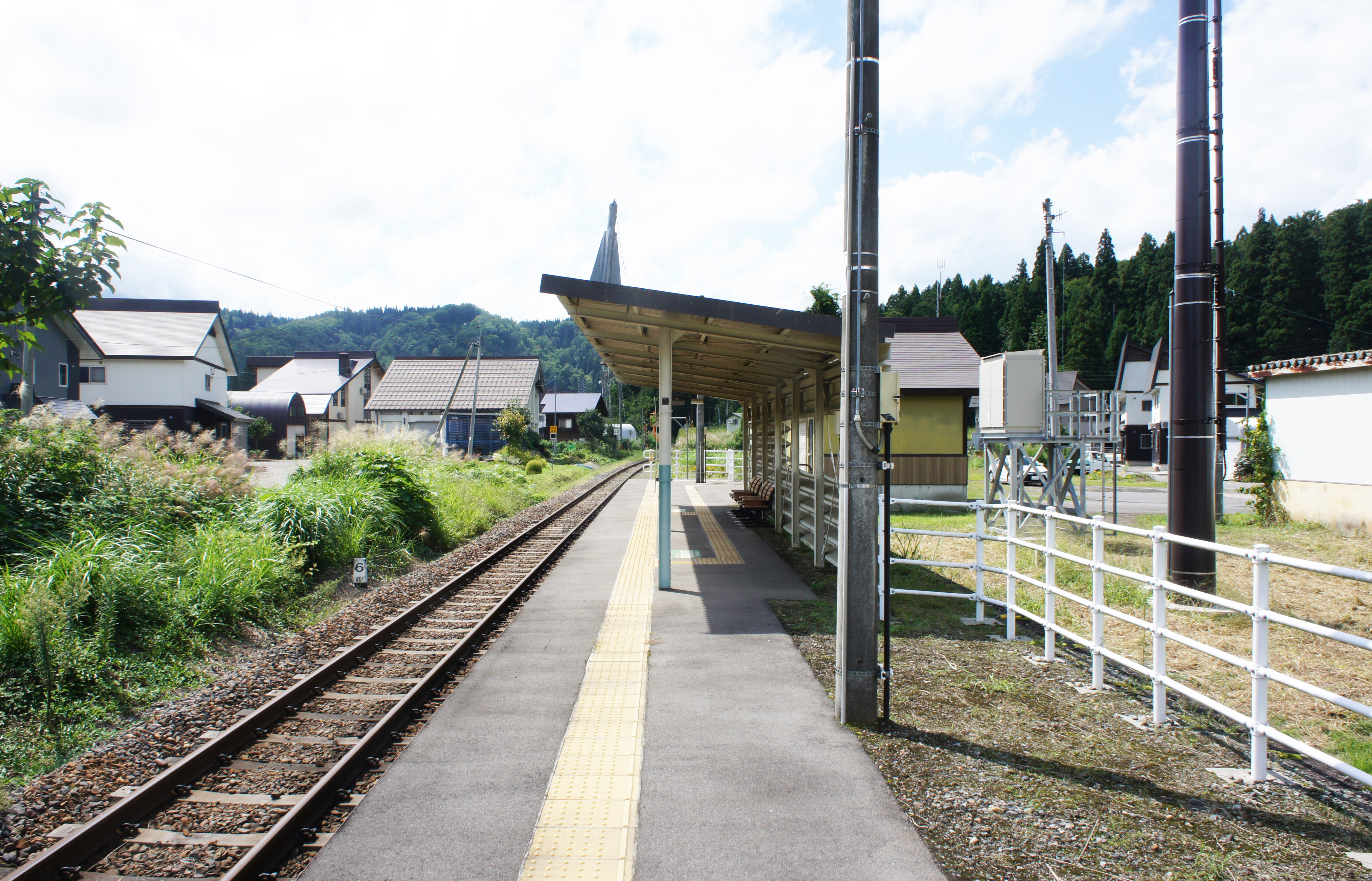
ホーム（2021年9月）

## 利用状況
JR東日本によると、2023年度（令和5年度）の1日平均乗車人員は6人である。
2000年度（平成12年度）以降の推移は以下のとおりである。
| 1日平均乗車人員推移 | 1日平均乗車人員推移 | 1日平均乗車人員推移 | 1日平均乗車人員推移 | 1日平均乗車人員推移 |
| 年度                | 定期外              | 定期                | 合計                | 出典                |
| ------------------- | ------------------- | ------------------- | ------------------- | ------------------- |
| 2000年（平成12年）  |                     |                     | 44                  | [ 利用客数 2 ]      |
| 2001年（平成13年）  |                     |                     | 42                  | [ 利用客数 3 ]      |
| 2002年（平成14年）  |                     |                     | 43                  | [ 利用客数 4 ]      |
| 2003年（平成15年）  |                     |                     | 45                  | [ 利用客数 5 ]      |
| 2004年（平成16年）  |                     |                     | 37                  | [ 利用客数 6 ]      |
| 2005年（平成17年）  |                     |                     | 40                  | [ 利用客数 7 ]      |
| 2006年（平成18年）  |                     |                     | 37                  | [ 利用客数 8 ]      |
| 2007年（平成19年）  |                     |                     | 22                  | [ 利用客数 9 ]      |
| 2008年（平成20年）  |                     |                     | 23                  | [ 利用客数 10 ]     |
| 2009年（平成21年）  |                     |                     | 19                  | [ 利用客数 11 ]     |
| 2010年（平成22年）  |                     |                     | 16                  | [ 利用客数 12 ]     |
| 2011年（平成23年）  |                     |                     | 10                  | [ 利用客数 13 ]     |
| 2012年（平成24年）  | 4                   | 13                  | 18                  | [ 利用客数 14 ]     |
| 2013年（平成25年）  | 5                   | 13                  | 18                  | [ 利用客数 15 ]     |
| 2014年（平成26年）  | 5                   | 17                  | 22                  | [ 利用客数 16 ]     |
| 2015年（平成27年）  | 5                   | 13                  | 18                  | [ 利用客数 17 ]     |
| 2016年（平成28年）  | 5                   | 16                  | 21                  | [ 利用客数 18 ]     |
| 2017年（平成29年）  | 3                   | 11                  | 15                  | [ 利用客数 19 ]     |
| 2018年（平成30年）  | 1                   | 12                  | 14                  | [ 利用客数 20 ]     |
| 2019年（令和元年）  | 2                   | 8                   | 10                  | [ 利用客数 21 ]     |
| 2020年（令和02年）  | 1                   | 11                  | 12                  | [ 利用客数 22 ]     |
| 2021年（令和03年）  | 1                   | 5                   | 7                   | [ 利用客数 23 ]     |
| 2022年（令和04年）  | 1                   | 5                   | 6                   | [ 利用客数 24 ]     |
| 2023年（令和05年）  | 1                   | 5                   | 6                   | [ 利用客数 1 ]      |

## 駅周辺
- 栄村立栄小学校
- 北信保育園
- 千曲川
- 国道117号
- ながの農業協同組合栄出張所
- 百合居温泉[2]

## 隣の駅
東日本旅客鉄道（JR東日本）
■飯山線
平滝駅 - 横倉駅 - 森宮野原駅

### 記事本文
1. 1 2 3 4 5 6 7  『週刊 JR全駅・全車両基地』 21号 新潟駅・弥彦駅・津南駅ほか、朝日新聞出版〈週刊朝日百科〉、2012年12月30日、26頁。
2. 1 2 3 4 5 6  信濃毎日新聞社出版部『長野県鉄道全駅 増補改訂版』信濃毎日新聞社、2011年7月24日、49頁。ISBN 9784784071647。
3. 1 2 3 4 5  石野哲（編）『停車場変遷大事典 国鉄・JR編 Ⅱ』JTB、1998年、593頁。ISBN 978-4-533-02980-6。
4. ↑  「栄村「花の横倉駅」再び 県北部地震後消滅、自らも被災の駅長　全国からの応援力に」『信濃毎日新聞』2013年5月11日、朝刊、33面。
5. 1 2 3  「建て替えのJR飯山線横倉駅で落成式 栄村復興の活力に」『信濃毎日新聞』2011年8月23日。オリジナルの2016年3月5日時点におけるアーカイブ。2025年5月11日閲覧。
6. ↑  『長鉄局二十年史』日本国有鉄道長野鉄道管理局、1971年3月30日、621頁。
7. 1 2  “村のあゆみ”.  栄村役場 (2015年). 2016年10月17日時点のオリジナルよりアーカイブ。2016年11月27日閲覧。
8. ↑  「日本国有鉄道公示第143号」『官報』1982年10月30日。
9. ↑  「「通報」●飯山線信濃浅野駅ほか8駅の駅員無配置について（旅客局）」『鉄道公報』日本国有鉄道総裁室文書課、1982年10月30日、2面。
10. ↑  長野鉄道管理局 編『写真でつづる長野鉄道管理局の歩み』長野鉄道管理局、1987年3月10日、372頁。
11. ↑  “JR東日本：駅構内図・バリアフリー情報（横倉駅）”.   東日本旅客鉄道. 2024年9月4日閲覧。

### 利用状況
1. 1 2  各駅の乗車人員（2023年度） - 東日本旅客鉄道
2. ↑  各駅の乗車人員（2000年度） - 東日本旅客鉄道
3. ↑  各駅の乗車人員（2001年度） - 東日本旅客鉄道
4. ↑  各駅の乗車人員（2002年度） - 東日本旅客鉄道
5. ↑  各駅の乗車人員（2003年度） - 東日本旅客鉄道
6. ↑  各駅の乗車人員（2004年度） - 東日本旅客鉄道
7. ↑  各駅の乗車人員（2005年度） - 東日本旅客鉄道
8. ↑  各駅の乗車人員（2006年度） - 東日本旅客鉄道
9. ↑  各駅の乗車人員（2007年度） - 東日本旅客鉄道
10. ↑  各駅の乗車人員（2008年度） - 東日本旅客鉄道
11. ↑  各駅の乗車人員（2009年度） - 東日本旅客鉄道
12. ↑  各駅の乗車人員（2010年度） - 東日本旅客鉄道
13. ↑  各駅の乗車人員（2011年度） - 東日本旅客鉄道
14. ↑  各駅の乗車人員（2012年度） - 東日本旅客鉄道
15. ↑  各駅の乗車人員（2013年度） - 東日本旅客鉄道
16. ↑  各駅の乗車人員（2014年度） - 東日本旅客鉄道
17. ↑  各駅の乗車人員（2015年度） - 東日本旅客鉄道
18. ↑  各駅の乗車人員（2016年度） - 東日本旅客鉄道
19. ↑  各駅の乗車人員（2017年度） - 東日本旅客鉄道
20. ↑  各駅の乗車人員（2018年度） - 東日本旅客鉄道
21. ↑  各駅の乗車人員（2019年度） - 東日本旅客鉄道
22. ↑  各駅の乗車人員（2020年度） - 東日本旅客鉄道
23. ↑  各駅の乗車人員（2021年度） - 東日本旅客鉄道
24. ↑  各駅の乗車人員（2022年度） - 東日本旅客鉄道